# Militello in Val di Catania
Militello in Val di Catania oder sizilianisch Militeddu in Val di Catania ist eine italienische Gemeinde (comune) mit 6636 Einwohnern (Stand 31. Dezember 2024) in der Metropolitanstadt Catania, Region Sizilien. Der Ort ist eine der spätbarocken Städte des Val di Noto, die von der UNESCO zum UNESCO-Welterbe erklärt wurden und auch Mitglied der Vereinigung I borghi più belli d’Italia.

## Lage und Daten
Militello in Val di Catania liegt 51 km südwestlich von Catania an der Nordseite der Monti Iblei. Die Einwohner leben hauptsächlich von der Landwirtschaft und der Viehzucht.
Die Nachbargemeinden sind Francofonte (SR), Lentini (SR), Mineo, Palagonia, Scordia und Vizzini.

## Geschichte
Militello wurde in byzantinischer Zeit gegründet. Bei dem Erdbeben auf Sizilien 1693 wurde der Ort zerstört und an gleicher Stelle im Stil des sizilianischen Barocks wieder aufgebaut.

## Sehenswürdigkeiten
- Pfarrkirche San Nicolò e SS. Salvatore
- Museo di San Nicolò
- Kirche Santa Maria della Stella
- Kirche San Benedetto
- Kirche San Francesco di Assisi
- Kirche Santa Maria La Vetere
- Kirche Sant’ Antonio di Padova
- Oratorium Santa Maria della Catena
- Palazzo Baldanza

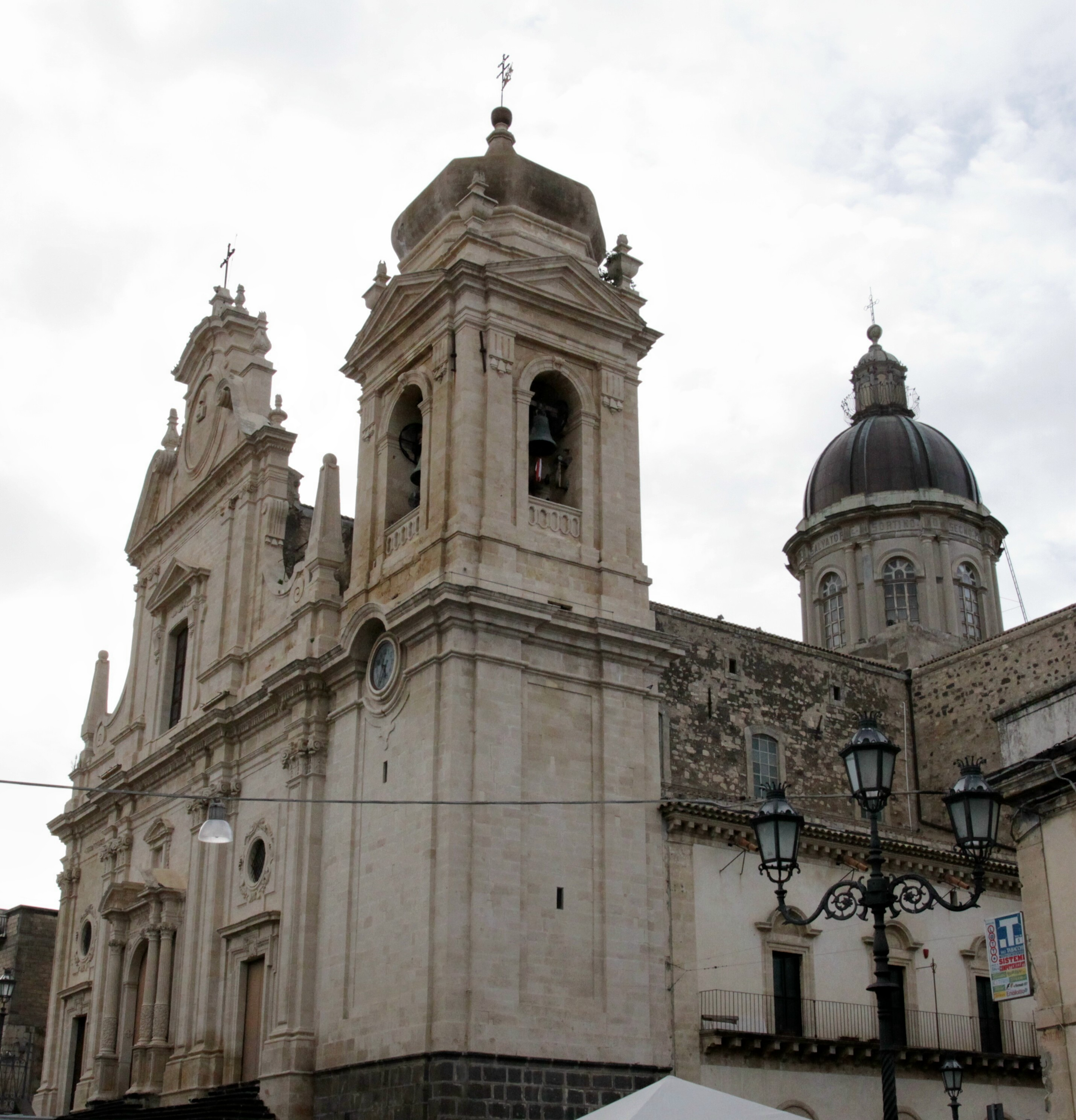
Chiesa Madre San Nicolò
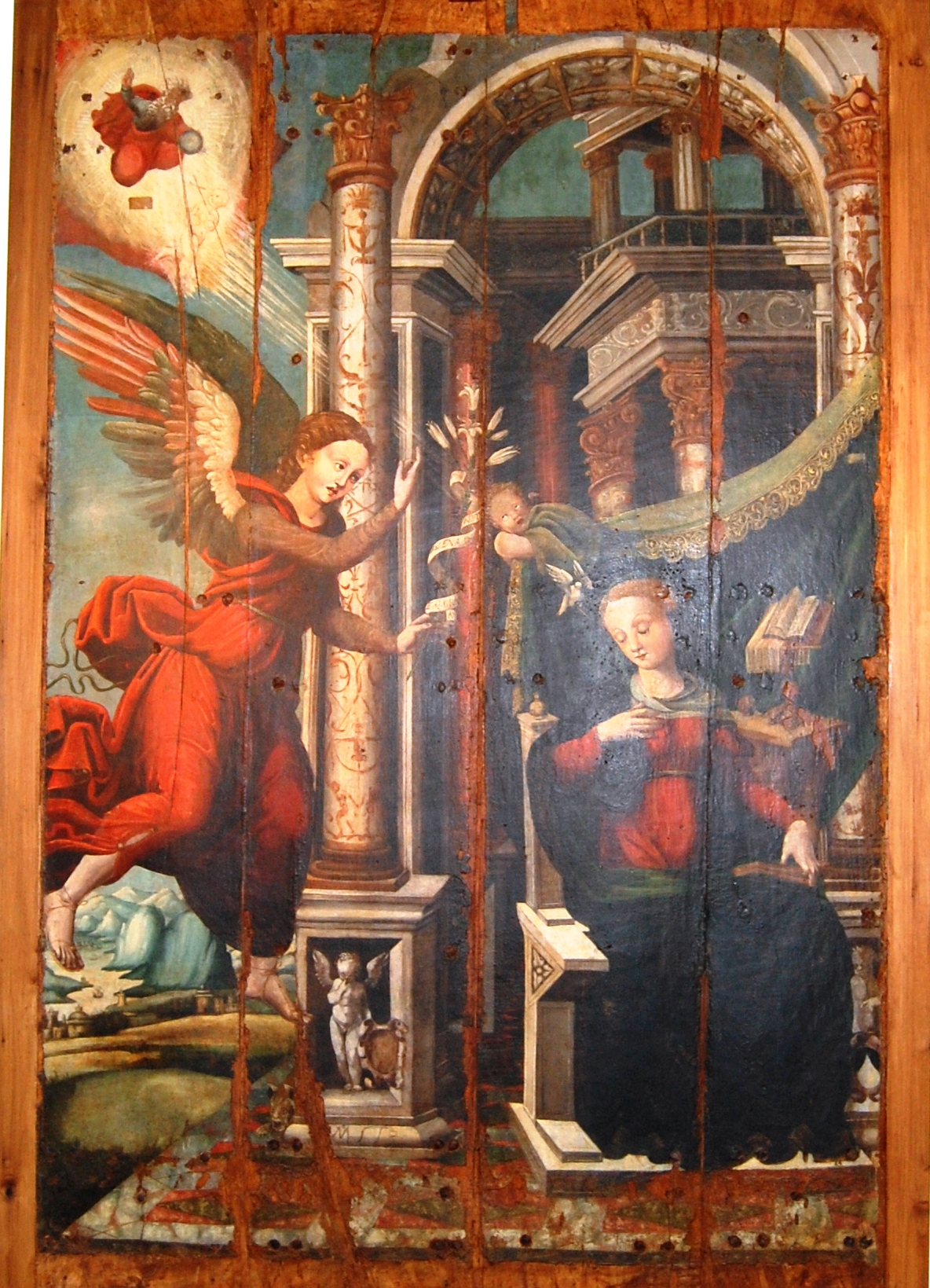
Gemälde von 1552 im Museo San Nicolò
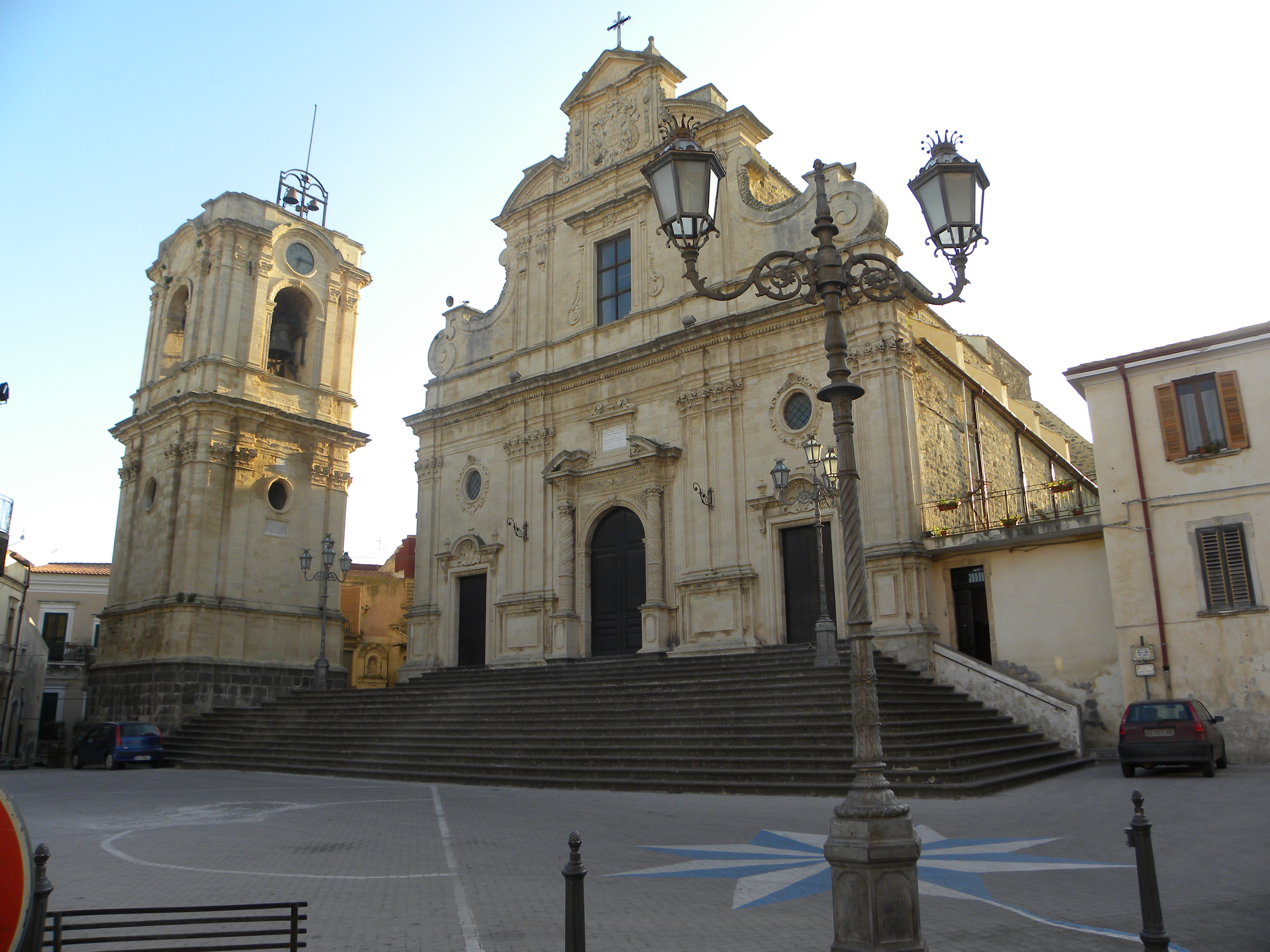
Kirche Santa Maria della Stella
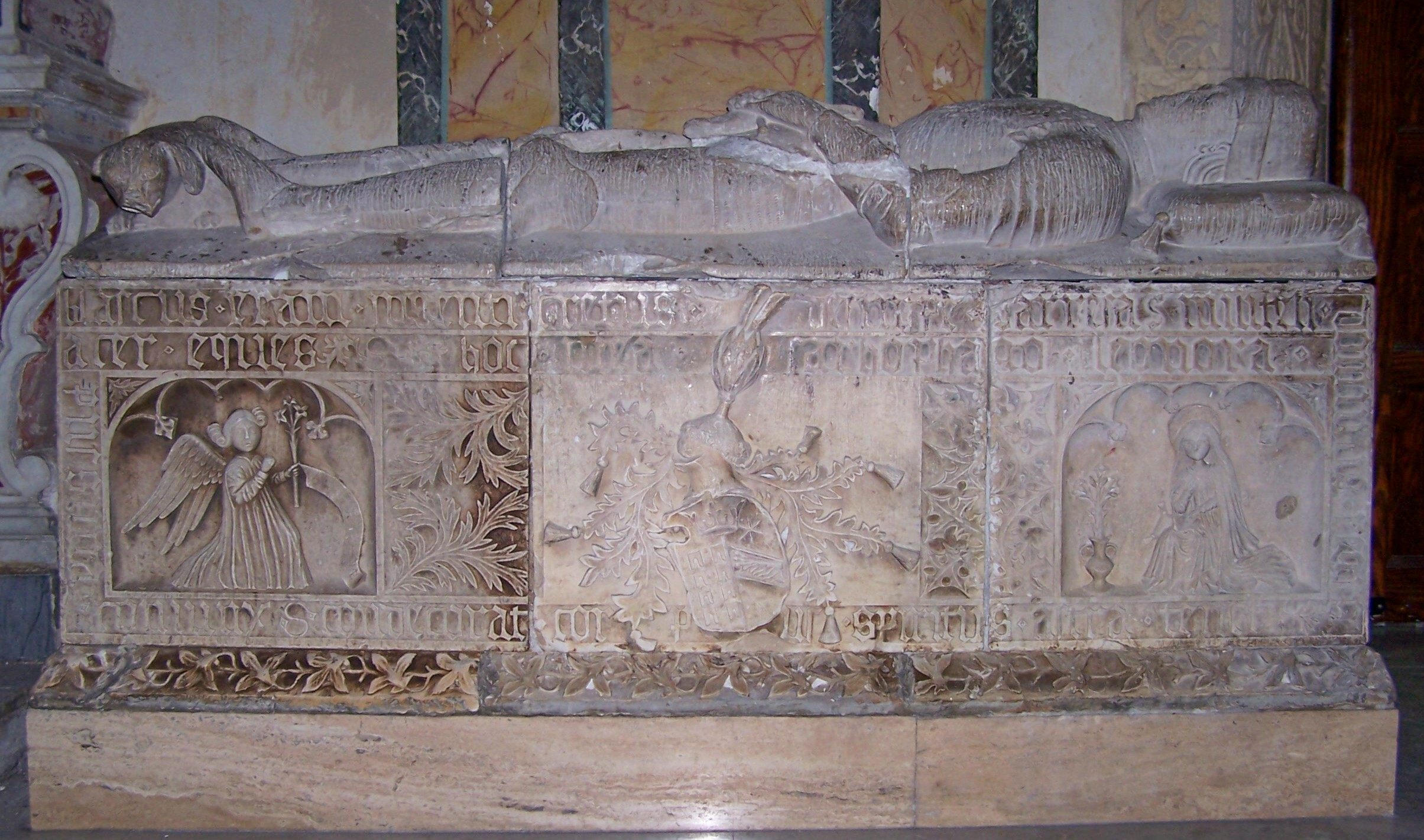
Santa Maria della Stella, Sarkophag Blasco II. Barresi
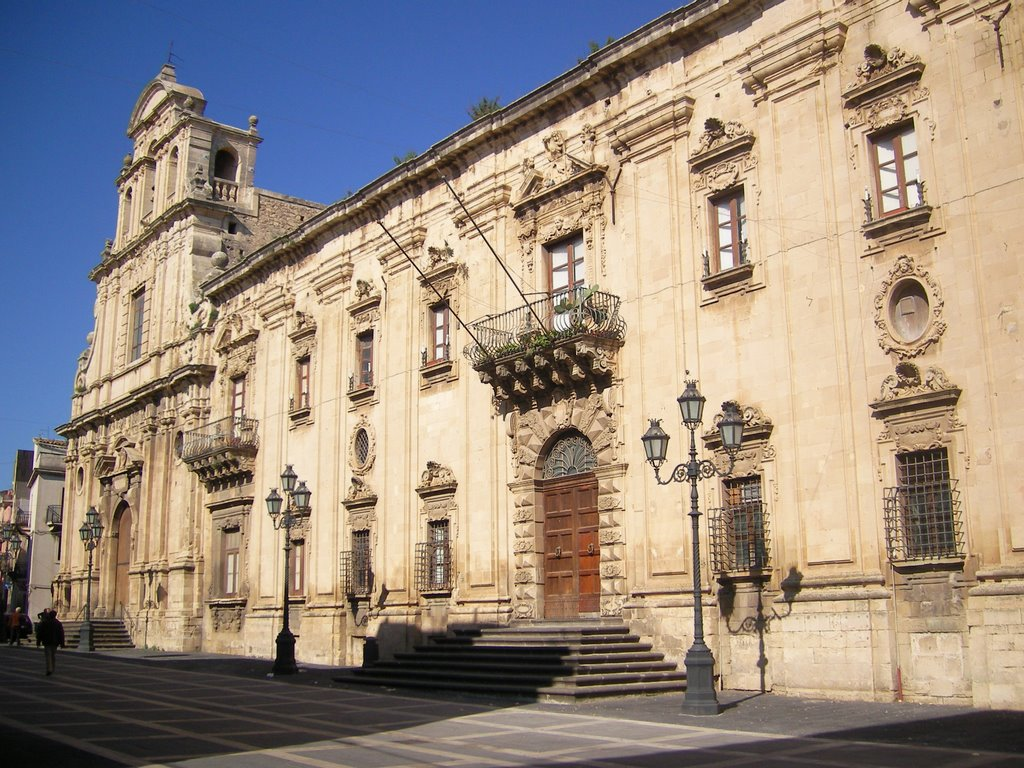
Kirche San Benedetto

## Persönlichkeiten
- Pietro Carrera (1573–1647), Schachspieler
- Pippo Baudo (1936–2025), Entertainer und Moderator
- Nello Musumeci (* 1955), Politiker
- Cettina Vicenzino (* 1968), Konzeptkünstlerin und Kochbuchautorin